# Tongliao
Cette page contient des caractères spéciaux ou non latins. S’ils s’affichent mal (▯, ?, etc.), consultez la page d’aide Unicode.
Tongliao (chinois : 通辽市 ; pinyin : Tōngliáo shì ; mongol : ᠲᠦᠩᠯᠢᠶ᠋ᠣᠣ
ᠬᠣᠲᠠ pinyin : Tungliyo Hot, transcription commune mongole de Chine : Tüngliy'oo Xota) est une ville-préfecture de la région autonome de Mongolie-Intérieure en Chine. La population de sa juridiction était de 3 139 153 habitants en 2010.

## Subdivisions administratives

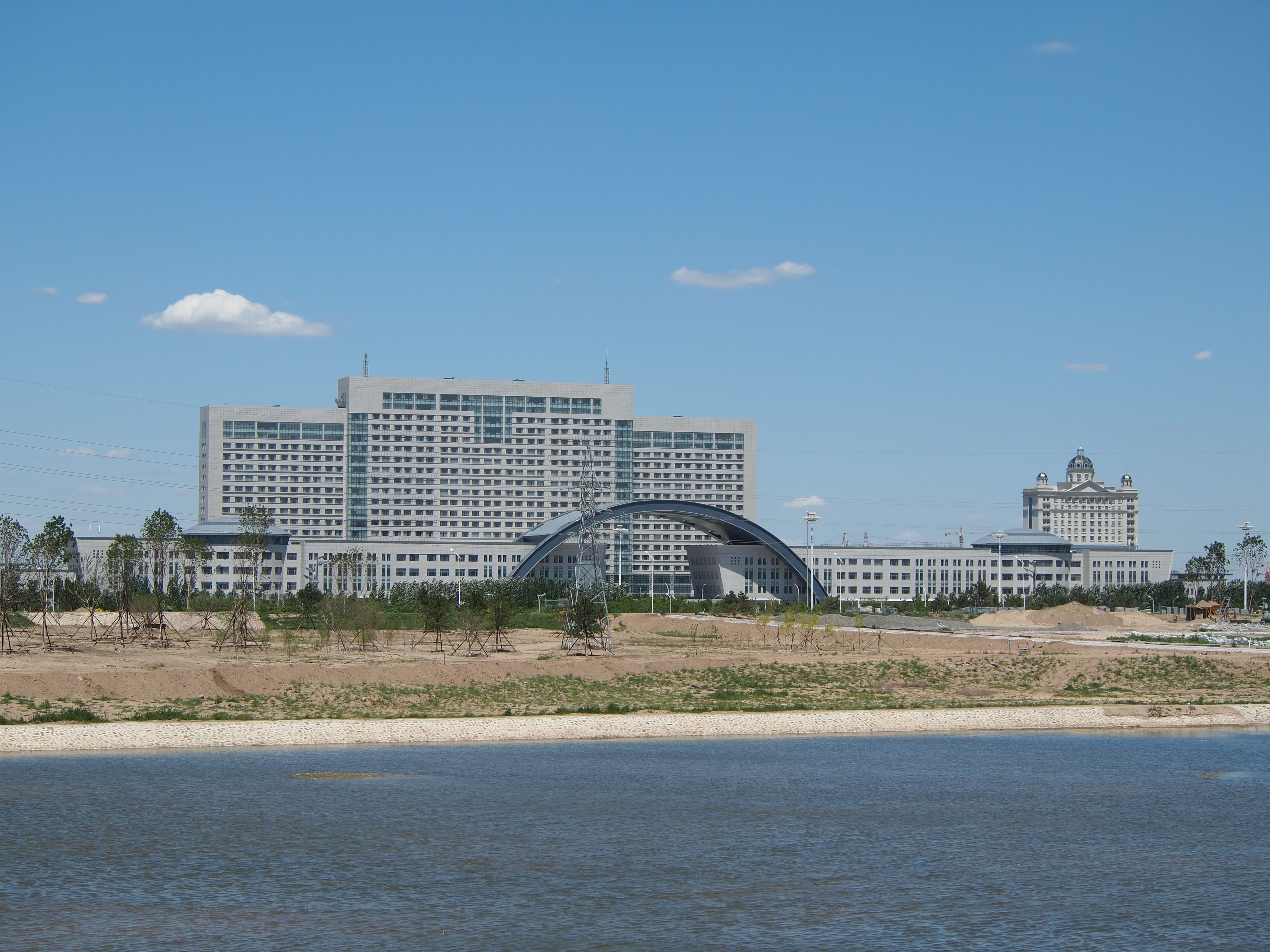
Le centre de Tongliao et le Xiliao dans le district de Horqin

La ville-préfecture de Tongliao exerce sa juridiction sur huit subdivisions - un district, une ville-district, un xian et cinq bannières :
- le district de Horqin — 科尔沁区, kē'ěrqìn qū ;
- la ville de Huolin Gol — 霍林郭勒市, Huòlínguōlè shì ;
- le xian de Kailu — 开鲁县, kāilǔ xiàn ;
- la bannière de Hure — 库伦旗, kùlún qí ;
- la bannière Naiman — 奈曼旗, nàimàn qí ;
- la bannière de Jarud — 扎鲁特旗, zālǔtè qí ;
- la bannière centrale gauche de Horqin — 科尔沁左翼中旗, kē'ěrqìn zuǒyì zhōng qí ;
- la bannière arrière gauche de Horqin — 科尔沁左翼后旗, kē'ěrqìn zuǒyì hòu qí.